# Епоха футболу
Епо́ха футбо́лу — 8-серійний телевізійний проект про історію українського футболу. Виходила на каналі ICTV щонеділі, починаючи з 13 червня 2010 року.
Програма оповідала про історію українського футболу, найгучніші події та маловідомі футбольні факти. Спеціально для проекту підготовлено ексклюзивні архівні записи ігор, записано коментарі очевидців і футбольних професіоналів. Сюжети побудовані на архівних даних, свідченнях очевидців та на коментарях тренерів, футболістів, істориків, коментаторів та навіть футбольних фанатів.
Серед іншого показано сюжети про футбол на окупованих територіях, про долі гравців, що емігрували з території країни під час Другої світової війни, а також про київський «Матч смерті» з вуст свідка тієї легендарної гри.
Кожна серія охоплює період у десять років і має окремого ведучого. Провідником між сюжетами у кожному випуску виступають зірки футболу різних епох.
1. 70-ті XIX ст. — 40-ві XX ст. (дата виходу — 13 червня 2010, ведучий — Леонід Буряк)
2. 1941 — 1950 (20 червня, Сергій Ребров)
3. 1951 — 1960 (27 червня о 12:47, Йожеф Сабо)
4. 1961 — 1970 (Володимир Мунтян)
5. 1971 — 1980 (Анатолій Дем'яненко)
6. 1981 — 1990 (Олексій Михайличенко)
7. 1991 — 2000 (Олександр Шовковський)
8. З 2000 року по сьогодні (Андрій Шевченко)